# BugLug
BugLug（バグラグ）は、日本のヴィジュアル系ロックバンドである。所属レーベルはResistar Records。

## メンバー
一聖（いっせい）
担当 - Vocal（ボーカル）
愛称は「いちたん」など。東京都出身。5月7日生まれで、血液型はO型。
一樹（かずき）
担当 - Guitar（ギター）
愛称は「王子」など。埼玉県出身。10月17日生まれで、血液型はAB型。
優（ゆう）
担当 - Guitar（ギター）
愛称は「いぶし銀」「水野」など。岐阜県各務原市出身。6月25日生まれで、血液型はA型。「水野」は本名である。愛犬の名前は「よもぎ（♀）」「みつば（♀️）」。愛猫の名前は「もず(♀)」「にじ(♂)」｢ふじ(♂)｣。
燕（つばめ）
担当 - Bass（ベース）
愛称は「つばくん」「ばめつ」など。埼玉県熊谷市出身。4月23日生まれで、血液型はA型。
悠介（ゆうすけ）
担当 - Drums（ドラムス）
10月21日生まれ。愛知県名古屋市出身。血液型はA型。元弾丸 NO LIMITのドラマー。2020年8月9日に正式加入。

### 元メンバー
将海（まさうみ）
担当 - Drums（ドラム）
愛称は「チャラ海」など。愛知県名古屋市出身。9月29日生まれで、血液型はA型。2019年12月22日のLIVEをもって卒業。

## 来歴
ー2009ー
2009年11月12日に公式サイトを開設するが、このとき、メンバーの写真をシルエットで隠すというヴィジュアル系バンドとしては異例の手法を取って話題を集める。
その後、2009年12月19日に顔を解禁。
ー2010ー
2010年1月27日に初音源となるミニアルバム『SUPER NOVA』をリリースする。同年3月6日、渋谷club asiaで『1st MINI ALBUM 「SUPER NOVA」初回盤・通常盤W購入者対象無料ワンマンLIVE』を開催し、正式に活動を始動する。また、同年8月18日にリリースした2ndシングル「メイドインマイン。」でオリコンインディーズシングルランキングの1位を獲得する。4月1にはYouTubeで「（バグ）89ch」と言う企画が開始された。その後12月22日に「89ch」が終了した。
ー2011ー
2011年11月26日、将海がメンバーに加わり、5人体制となる。
ー2012ー
2012年12月13日、新たなワンマンライブ「GOOD BYE」を開催した。チケットは即ソールドアウトした。その後BugLug初、LIVEDVD化をした。
ー2013ー
2013年、3月に3枚のシングル「Live to Love」「BUKIMI」「R.I.P」を同時発売、5月にシングル「文明開化」をリリース。9月25日にニューシングル「HICCHAKA×MECCHAKA」がリリースされた。NHK Eテレ「大！天才てれびくん」の音楽コーナーに提供。「Revolution Perfect Game」その後、2013.05.03にワンマンライブファイナル「-BUNMEIKAIKA-」を開催した。その後「89ch」がDVD内の初回盤の特典として復活。更に12月15日にはワンマンツアー【東京襲来】を開催した。
ー2014ー
2014年、今年のスローガン「ぶっちぎり」を発表。6月8日には日比谷野外大音楽堂で初となるLIVE「太陽と月がある限り」を開催した。11月30日には寿限無TOURファイナルツアーである「～寿限夢～音楽のすゝめ～」を開催した。
ー2015ー
2015年、今年のスローガン「乾杯」を発表。5周年目となるツアーBugLug TOUR 2015「HAPPY BIRTHDAY KILL YOU～STRAWBERRY HALL CAKE～」を開催した。
ー2016ー
2016年5月7日、誕生日の日、一聖が頭部を強打し「重症頭部外傷」と診断され緊急手術を行う。これに伴い、予定されていた全国ツアーが全て無期延期となる。7月に一聖が退院したことが明らかとなった。
ー2017ー
2017年1月7日、所属レーベル主催の「治外法権-新春だょ全員集合!!2017-」にて一聖が1曲だけ歌うことが許され一聖が登場した。その後5月7日に完全復活のLIVE。初となる日本武道館でのワンマンライブ『5+君=∞』を開催した。
ー2018ー
2018年9月1日、スローガン「がっつきます」を発表した。自身三度目の日比谷野外大音楽堂でのライブ『KAI・TAI・SHIN・SHO』をソールドアウトさせた。開始直後からの大雨で伝説のライブとなった。
ー2019ー
2019年6月16日、4度目となる日比谷野外大音楽堂でのLIVE「BugLug presents 秘密基地～Secret base at HIBIYA YAGAI DAIONGAKUDO～」を開催した。
2019年、スローガン「釈迦力」を発表。12月22日、BugLug TOUR 2019『The opaque real face』のファイナル公演となる『“The opaque real face FINAL a suitable answer” 2019.12.22 LINE CUBE SHIBUYA』をもって将海が卒業した。
ー2020ー
2020年から新体制4人でスタートした矢先に新型コロナウイルスの影響でツアーが延期。2月16日にBugLug公式YouTubeチャンネルを開始。2月20日には新曲「カラクリリック」を発表しリリース。
2020年4月10日から6月30日までYouTubeで毎日20時から21時まで配信をしていた。
（5月31日から6月28日までの日曜日は『5+君=∞』『GO TO SICKS』『秘密基地』『東京襲来』をプレミア公開形式で公開）
2020年5月9日にはBugLug10周年ワンマンライブ「BugLug 10th AnniversaryASOVIVA from 1 to 10」を公演する予定だったが中止になった。
2020年6月30日に新曲「絆・創・幸」「人間へと帰りたい」を発表しMVを公開。
2020年8月9日のバグの日に開催された「バグサミ」で新たに新メンバー悠介が加入し5人体制になる。また新メンバー発表の際に新たに「ASOVIVA」の歌詞を変更した。
2020年9月21日にオンラインライブ『BugLug ONLINE LIVE 2020 9/21 Epoch Making,Decision Making』を開催した。9月21日のLIVEまでにドラムの悠介が「BugLugの曲を100曲覚える」配信をYouTubeにて配信をし、9月16日に100曲を完奏
2020年9月21日ワンマンライブ「Rock Band Is Not Dead 2020.11.24 SHIBUYA PLEASURE PLESURE」を発表した。
2020年10月16日ワンマンライブ「Rock Band Is Not Dead」を発表。11月24日に発売予定のALBUM「Rock Band Is Not Dead」を発表。
2020年11月12日に新アルバムの「Rock Band Is Not Dead」Music Clipを公開（先行公開はファンクラブサイトにて公開済み）
ー2021ー
2021年1月1日OFFICIALYouTubeにて「BugLugと初日の出」配信を6時20分よりプレミア公開形式で公開済み。（スタッフとの手違いで「BugLugの初日の出」が「BugLugと初日の出」になってしまった。）
4月24日に公演のライブ「BugLug’s Home is Japan -The First Stage-」は新型コロナウイルス感染症防止対策に伴い公演が延期された。（なお延期後日時は不明。）
4月29日に公演予定だったBugLug主催LIVE「暴く」が公演延期となり2021年7月4日に振替公演する。（生配信の場合はBugLugのライブ映像のみを配信。）
5月21日にイベント「CYCLONE pre “TIME HAS COME” BugLug x Ailiph Doepa 2MAN SHOW 」を開催
ー2022ー
5月7日にNEW SINGLE 『ひとりごと。』2022.7.6 RELEASEを発表。
6月27日にニコニコ生放送 NEW SINGLE 「ひとりごと。」リリース記念特番を放送
12月25日　BugLug 13周年記念ワンマン『G-XIII』開催を発表した。
ー2023ー
1/27(金) 恵比寿LIQUID ROOM「BugLug ONEMAN TOUR「OZ-HOUSE-」FINAL」を公演。2020年以来の初の声出しOKの公演となった。
4月30日　NEW ALBUM『i CON』全曲試聴LyricVideoを公開。
5月7日にスローガン「がむしゃら！　～Road to XXX～」発表。なお、内容は順次公開。

## 音楽性
BugLugの楽曲は「新感覚のミクスチャー・ロック」と形容されており、特にボーカル・一聖の甘い声とカラフルな演奏は「新鮮でポップさに溢れている」と評されている。
なお、「BugLug」というバンド名はバグとラグジュアリーを組み合わせた造語であり、「派手に面白いことや楽しいことをしたい」という意味が込められている。『SHOXX』の元編集長・鈴木邦昭は、BugLugの楽曲について「それまでのヴィジュアル系のルールに縛られずに、好奇心のままに音を楽しみながら作品を制作していることが伝わってくる」と評し、彼らの音に対する無邪気さや好奇心を高く評価した。

## ディスコグラフィ

### シングル
| 枚   | 発売日         | タイトル                   | 規格品番                                                                         | チャート順位（オリコン） |
| ---- | -------------- | -------------------------- | -------------------------------------------------------------------------------- | ------------------------ |
| 1st  | 2010年4月7日   | ASOBIZ                     | RSCD-009/10（初回盤） RSCD-011（通常盤）                                         | 週間104位                |
| 2nd  | 2010年8月18日  | メイドインマイン。         | RSCD-015/6（初回盤） RSCD-017（通常盤）                                          | 週間107位                |
| 3rd  | 2011年4月13日  | 絶交悦楽論                 | RSCD-033/4（初回盤） RSCD-035（通常盤）                                          | 週間70位                 |
| 4th  | 2011年7月29日  | KAIBUTSU                   | RSCD-042/3（初回盤） RSCD-044（通常盤）                                          | 週間90位                 |
| 5th  | 2011年12月7日  | SHOW 2 GLOW                | RSCD-051/2（初回盤） RSCD-053（通常盤）                                          | 週間100位                |
| 6th  | 2012年2月22日  | ギロチン                   | RSCD-057/8（初回盤） RSCD-059（通常盤）                                          | 週間63位                 |
| 7th  | 2012年7月4日   | KILLER×KILLER×KILLER       | RSCD-072/3（完全生産限定盤A） RSCD-074/5（完全生産限定盤B）                      | 週間40位                 |
| 8th  | 2013年3月20日  | R.I.P                      | RSCD-96/97（完全生産限定盤）                                                     | 週間18位                 |
| 9th  | 2013年3月20日  | BUKIMI                     | RSCD-98/99（完全生産限定盤）                                                     | 週間17位                 |
| 10th | 2013年3月20日  | Live to Love               | RSCD-100/101（完全生産限定盤）                                                   | 週間19位                 |
| 11th | 2013年5月22日  | 文明開化                   | RSCD-108（完全生産限定盤）                                                       | 週間56位                 |
| 12th | 2013年9月25日  | HICCHAKA×MECCHAKA          | RSCD-114/115（初回盤A） RSCD-116/117（初回盤B） RSCD-118（通常盤）               | 週間5位                  |
| 13th | 2014年3月19日  | 骨                         | RSCD-135/136（初回盤A） RSCD-137/138（初回盤B） RSCD-139（通常盤）               | 週間4位                  |
| 14th | 2014年9月24日  | JUGEMU                     | RSCD-155/156（初回盤A） RSCD-157/158（初回盤B） RSCD-159（通常盤）               | 週間4位                  |
| 15th | 2015年10月21日 | 幸運の女神は去りゆけど笑え | RSCD-194/195（初回盤A） RSCD-196/197（初回盤B） RSCD-198（通常盤）               | 週間10位                 |
| 16th | 2016年3月30日  | V.S                        | RSCD-214/215（初回盤A） RSCD-216/217（初回盤B） RSCD-218（通常盤）               | 週間11位                 |
| 17th | 2017年8月9日   | 新人生                     | RSCD-256/257（初回生産限定盤） RSCD-258（通常版）                                | 週間26位                 |
| 18th | 2018年10月30日 | Wally?                     | RSCD-296/7（初回盤A） RSCD-298/99（初回盤B） RSCD-300（通常盤）                  | 週間15位                 |
| 19th | 2019年3月5日   | しこたま/泡沫に咲く柔な花  | RSCD-307/8（初回盤A） RSCD-309/10（初回盤B） RSCD-311（通常盤）                  | 週間27位                 |
| 20th | 2020年3月10日  | カラクリリック             | RSCD-327/328（初回盤A） RSCD-329/330（初回盤B） RSCD-331（通常盤）               | 週間26位                 |
| 21st | 2022年7月6日   | ひとりごと。               | RSCD-354/355（完全生産限定盤） RSCD-356/357（初回生産限定盤） RSCD-358（通常盤） |                          |
| 22nd | 2022年11月2日  | OZ                         | RSCD-359/360（完全生産限定盤） RSCD-361（通常盤）                                |                          |

#### 会場限定販売
| 発売日        | タイトル   | 規格品番  | 備考                                                                                        |
| ------------- | ---------- | --------- | ------------------------------------------------------------------------------------------- |
| 2014年6月8日  | akari      | RSCDS-006 | 東名阪ツアーファイナル「太陽と月が在る限り」 日比谷野外大音楽堂公演                         |
| 2017年9月3日  | JAPANNEEDS | BUG-0047  | 47都道府県TOUR「RESTART WITH A NEW LIFE」ツアー(2017/09/03～2018/02/18)                     |
| 2019年6月16日 | 神宮橋     | RSCDS-012 | BugLug presents 秘密基地～Secret base at HIBIYA YAGAI DAIONGAKUDO～06/16 日比谷野外大音楽堂 |

#### 会場限定配布
| 配布日         | タイトル    | 規格品番  | 備考                                                                                       |
| -------------- | ----------- | --------- | ------------------------------------------------------------------------------------------ |
| 2019年12月22日 | Ever Onward | RSCDS-013 | BugLug TOUR 2019 The opaque real face FINAL a suitable answer 2019.12.22 LINE CUBE SHIBUYA |
| 2022年7月16日  | 杜撰鳥      | RSCDS-017 | BugLug BRAND NEW TOUR 2022「ひとりごと。」 2022.7.16 新宿BLAZE                             |

#### 配信限定
| 配信日日      | タイトル         |
| ------------- | ---------------- |
| 2020年2月26日 | SUPER HERO       |
| 2020年7月1日  | 絆・創・幸       |
| 2020年7月1日  | 人間へと帰りたい |

### アルバム
| 枚  | 発売日         | タイトル                | 規格品番                                                                               | チャート順位（オリコン） |
| --- | -------------- | ----------------------- | -------------------------------------------------------------------------------------- | ------------------------ |
| 1st | 2012年8月8日   | G.A.G                   | RSCD-076/7（初回盤A） RSCD-078/9（初回盤B） RSCD-080（通常盤）                         | 週間48位                 |
| 2nd | 2015年4月1日   | HAPPY BIRTHDAY KILL YOU | RSCD-180/2（初回盤） RSCD-183（通常盤）                                                | 週間17位                 |
| 3rd | 2018年5月1日   | KAI・TAI・SHIN・SHO     | RSCD-280～282（完全生産限定豪華盤） RSCD-283～284（初回生産限定盤） RSCD-285（通常盤） | 週間17位                 |
| 4th | 2019年8月6日   | 不透明な素顔            | RSCD-317(通常盤） RSCD-315/316（初回生産限定盤）                                       | 週間56位                 |
| 5th | 2020年11月24日 | Rock Band Is Not Dead   | RSCD-339(通常盤） RSCD-337/338（初回盤）                                               | 週間142位                |
| 6th | 2023年5月3日   | i CON                   | RSCD-364(通常盤) RSCD-362/363(完全生産限定盤)                                          |                          |

### ミニアルバム
| 枚  | 発売日        | タイトル   | 規格品番                                | チャート順位（オリコン） |
| --- | ------------- | ---------- | --------------------------------------- | ------------------------ |
| 1st | 2010年1月27日 | SUPER NOVA | RSCD-006/7（初回盤） RSCD-008（通常盤） | 週間126位                |

### ベスト・アルバム
| 枚  | 発売日       | タイトル                              | 規格品番 | チャート順位（オリコン） |
| --- | ------------ | ------------------------------------- | -------- | ------------------------ |
| 1st | 2017年4月5日 | BEST ALBUM 「絶唱〜Best of BugLug〜」 | RSCD-244 | 週間38位                 |

### DVD
| 枚   | 発売日         | タイトル | 規格品番                                              |
| ---- | -------------- | --- | ----------------------------------------------------- |
| 1st  | 2013年2月20日  | BugLug LIVE DVD「GOOD BYE」                                                                                      | RSBD-001/002（初回盤） RSBD-003（通常盤）             |
| 2nd  | 2013年11月6日  | BugLug LIVE DVD「-BUNMEIKAIKA-」                                                                                 | RSBD-005/006（初回盤） RSBD-007（通常盤）             |
| 3rd  | 2014年2月19日  | BugLug ONEMAN TOUR 2013「凱旋行進～GAISEN PARADE～」FINAL『東京襲来』                                            | RSBD-008/009（初回盤） RSBD-010（通常盤）             |
| 4th  | 2014年12月17日 | BugLug LIVE DVD「太陽と月が在る限り」                                                                            | RSBD-018/019（初回盤） RSBD-020（通常盤）             |
| 5th  | 2015年12月23日 | BugLug TOUR 2015「HAPPY BIRTHDAY KILL YOU～STRAWBERRY HALL CAKE～」                                              | RSBD-028/029（初回盤） RSBD-030（通常盤）             |
| 6th  | 2016年6月1日   | 47都道府県TOUR「GAMBLING JAPAN」ドキュメントムービー「MASTER OF JAPAN」                                          | RSBD-038(DVD)                                         |
| 7th  | 2016年9月14日  | BugLug LIVE DVD「GO TO SICKS」                                                                                   | RSBD-039/040（初回盤） RSBD-041（通常盤）             |
| 8th  | 2017年09月06日 | BugLug LIVE DVD「5+君=∞」                                                                                        | RRBL-003～004(完全生産限定豪華盤） RSBD-046（通常盤） |
| 9th  | 2018年7月24日  | BugLug LIVE DVD「RESTART WITH A NEW LIFE」                                                                       | RSBD-048～049（初回盤） RSBD-050(通常盤）             |
| 10th | 2018年12月18日 | BugLug LIVE DVD『KAI・TAI・SHIN・SHO』                                                                           | RSBD-051～052（初回盤） RSBD-053（通常盤）            |
| 11th | 2019年11月20日 | BugLug LIVE DVD「BugLug presents 秘密基地～Secret base at HIBIYA YAGAI DAIONGAKUDO～]」                          | RSBD-054～055（初回盤） RSBD-056（通常盤）            |
| 12th | 2020年1月15日  | BugLug LIVE DVD「BugLug TOUR 2019 “The opaque real face FINAL a suitable answer” 2019.12.22 LINE CUBE SHIBUYA]」 | RRBL-005（ASOVIP会員限定）                            |

### 参加作品
1. CRUSH! -90's V-Rock best hit cover songs-（2011年1月26日発売）
  - SHAZNAの「Melty Love」をカバー[15]。

## タイアップ
| 楽曲               | タイアップ                                                                                 |
| ------------------ | ------------------------------------------------------------------------------------------ |
| メイドインマイン。 | tvk『高校野球ニュース2010』 （第92回全国高等学校野球選手権神奈川大会）オープニング・テーマ |
| SUPER HERO         | NHK Eテレテレビアニメ『ブレーカーズ』テーマ                                                |

## 出演番組

### ラジオ
- BugLugの「ばぐらじ」（FM横浜、2012年4月1日[17] -）※2020年7月～より毎週金曜日ASOVIP会員限定サイトで「復刻ばぐらじ！」を放送している。